# Lamarcks hjertemusling
Lamarcks hjertemusling (Cerastoderma glaucum) er en nær slægtning til Almindelig hjertemusling (Cerastoderma edule). Arten er blevet kaldt brakvandshjertemusling, hvilket dog også er navnet på den op til 20 millimeter store hjertemusling Parvicardium exiguum, der er meget almindelig i danske fjorde og vige.

## Morfologi
Lamarcks hjertemusling kan blive op til 50 mm , hannerne dog ofte mindre end hunnerne.  Sammenlignet med Almindelig hjertemusling har den skævere, mere hvælvede skaller  og hængselsbåndene er kortere. Mindre individer som færdes i vegetationen har mørkebrune til rødlige skaller  ofte med hvide pletter på de ribber, der skiller bagende fra midterparti. Når dyrene senere graver sig ned i bunden, bliver den ydre del af skallen hvid.

## Levevis
Arten er en brakvandsart, som dog kan tåle høje saltholdigheder.